# Joan Duran i Espanya
Joan Duran i Espanya (Vic, 1849 - Barcelona, 1924) fou apotecari, periodista i poeta. Estudià a Vic i a Barcelona. De caràcter inquiet i emprenedor, impregnat de romanticisme. Exercí diferents oficis, entre ells pràctic de farmàcia a les Corts de Sarrià, on convertí la seva rebotiga en un veritable ateneu d'estudiants. Es dedicà a negocis que fracassaren. Fou redactor de La Renaixensa i La Ilustració Catalana i secretari de la Unió Catalanista. A 37 anys es casà i acabà la carrera. Muntà una farmàcia i un laboratori que convertí en el millor del país. Als 66 anys es retirà i es dedicà a l'astronomia. Dins la Biblioteca d'Autors Vigatans se li publicà Flors de Joventut – recull de poesies (1927).